# Chlorestes
Chlorestes är ett släkte med fåglar i familjen kolibrier. Släktet omfattar numera fem arter, förekommande i Central- och Sydamerika:
- Vitbröstad safir (C. candida)
- Blåstrupig safir (C. eliciae)
- Vithakad safir (C. cyanus)
- Violettbukig safir (C. julie)
- Blåkindad safir (C. notata)

Traditionellt begränsas släktet till en enda art, blåkindad safir (C. notata). Genetiska studier visar dock att den är nära släkt med fyra andra kolibriarter tidigare placerade i släktena Juliamyia, Hylocharis och Amazilia. 